# (3464) Owensby
(3464) Owensby es un asteroide perteneciente al cinturón de asteroides, descubierto el 16 de enero de 1983 por Edward Bowell desde la Estación Anderson Mesa (condado de Coconino, cerca de Flagstaff, Arizona, Estados Unidos).

## Designación y nombre
Designado provisionalmente como 1983 BA. Fue nombrado Owensby en honor a la astrónoma estadounidense y experta en ciencias planetarias Pamela D. Owensby.